# Telem
Telem (hebreiska: תל"ם, en förkortning av "Tenoa'a LeHithadshut Mamlakhtit" hebreiska: תנועה להתחדשות ממלכתית), svenska: Rörelse för nationell förnyelse.) var ett israeliskt politiskt parti grundat den 19 maj 1981 av Moshe Dayan som till 1977 tillhörde Arbetarpartiet, samt Yigal Hurvitz och Zalman Shoval som tidigare tillhört Likud. Alla tre hade ingått i Menachem Begins koalitionsregering. Partiet var ett sionistiskt mittenparti. Telem erhöll två mandat i valet till Knesset i juni 1981. Partiet upplöstes dock i juni 1983 och Hurvitz bildade ett nytt parti, Ometz.